# Heptoporodesmus alpinus
Heptoporodesmus alpinus är en mångfotingart som beskrevs av Christoph D. Schubart 1950. Heptoporodesmus alpinus ingår i släktet Heptoporodesmus och familjen Chelodesmidae. Inga underarter finns listade i Catalogue of Life.